# عباس خلیلی
عباس خلیلی عراقی دیپلمات، شاعر، نویسنده و مدیر روزنامهٔ اقدام بود. او پدر سیمین بهبهانی، نویسنده و غزل‌سرای معاصر ایرانی بود.
عباس خلیلی نوهٔ حاج ملا علی خلیلی تهرانی بود. میرزا حسین خلیلی تهرانی از رهبران مشروطه ایران، عموی پدر اوست. او به دو زبان فارسی و عربی شعر می‌گفت و حدود ۱۱۰۰ بیت از ابیات شاهنامهٔ فردوسی را به عربی ترجمه کرده‌است و در ضمن چند رمان نیز به قلم او منتشر شده‌است. برادر او، جعفر خلیلی، نویسندهٔ معروف عراقیست.
عباس خلیلی یکی از دوازده سران قیام نجف در سال ۱۹۱۷ بود. پس از شکست این قیام، او از طرف قوای اشغالگر انگلیس به اعدام محکوم شد ولی پس از یک سفر پر ماجرا توانست به ایران فرار کند و باقی عمر خود را در ایران گذراند. او در تهران روزنامه اقدام را منتشر می کرد که روزنامه ای تندرو و انتقادی به شمار می رفت و خشم برخی مقامات را بر می انگیخت. در اسفند ۱۳۰۰ قوام‌السلطنه از روزنامه اقدام به مجلس شورای ملی شکایت کرد چون در یکی از نوشته های روزنامه متهم شده بود که در زمانی که والی خراسان بوده، ۱۹۳ هزار تومان اختلاس کرده است. قوام‌السلطنه از مجلس خواست کمیسیونی تشکیل دهد و به ادعای روزنامه اقدام رسیدگی کند. سال بعد که قوام‌السلطنه نخست وزیر شد حملات اقدام به او ادامه یافت تا اینکه سرانجام در اواخر پاییز ۱۳۰۱ این روزنامه توقیف شد.
عباس خلیلی از کسانی بود که همراه با دکتر محمد مصدق در آبان ۱۳۲۸ جبههٔ ملی ایران را تشکیل دادند.
او اکثر عمر خود را با استفاده از قلم خویش در ستیز با حکومت‌های عصر گذارانید. در طول عمر هفده بار بازداشت و چهار بار نیز تبعید محکوم شد.
از شش فرزند عباس خلیلی به غیر از سیمین بهبهانی، دکتر مهیار خلیلی و دکتر کامیاب خلیلی نیز در ادبیات فعال بوده و آثار متعددی در تاریخ و پارسی‌شناسی به وجود آورده‌اند.
عباس خلیلی در ۲۱ بهمن ماه ۱۳۵۰ بر اثر سکتهٔ مغزی در تهران در ۷۸ سالگی درگذشت. پیکرش در آرامگاه خاندان خلیلی در بهشت زهرای تهران (آرامگاه شماره ۷۲) به خاک سپرده شد.
از جمله آثار به جامانده از او، می‌توان به رمان‌های «روزگار سیاه»، «انتقام» و «انسان و اسرار شب» اشاره کرد.

## آثار
- الاعتذار محمد و القرآن
- روزگار سیاه - (مهر ۱۳۰۳)
- انتقام - (مرداد ۱۳۰۴)
- انسان - (۱۳۰۴)
- اسرار شب - (فروردین ۱۳۰۵)
- کوروش کبیر - (۱۳۴۹)
- پرتو اسلام (۱۳۱۷)